# Saint-Gondon
Saint-Gondon  es una población y comuna francesa, situada en la región de Centro, departamento de Loiret, en el distrito de Montargis y cantón de Gien.
Se encuentra a una situada a una distancia de 60 Kilómetros de Orleans, gracias a su arquitectura medieval algunas construcciones han sido declaradas como patrimonio histórico, entre ellas el Monasterio de Saint-Gondon

## Demografía
| 550 | 540 | 576 | 683 | 778 | 875 |
| Para los censos de 1962 a 1999 la población legal corresponde a la población sin duplicidades (Fuente: INSEE [Consultar]) |     |     |     |     |     |